# Paul Halla
Paul Halla (Graz, 1931. április 10. – Bécs, 2005. december 6.) osztrák labdarúgóhátvéd.
Az osztrák válogatott színeiben részt vett az 1954-es és az 1958-as labdarúgó-világbajnokságon.
Játszott az SK Sturm Graz, Grazer AK és a SK Rapid Wien csapatoknál.
2005 decemberében hunyt el egy bécsi kórházban.